# سالم بن شكبان
سالم بن شكبان الشهراني أمير بيشة وأحد قادة جيوش الدولة السعودية الأولى الذين برزوا في القرن الثالث عشر الهجري، كان له دور فاعل في تعزيز وحدة البلاد السعودية الأولى وتثبيت نفوذها في المناطق الجنوبية.
ولّاه عبد العزيز بن محمد بن سعود أميرًا على بيشة بعد فتح قراها صلحًا، وكان له دور أيضًا في التفاوض مع القبائل المختلفة، يتميز سالم بشجاعته وحنكته السياسية.

## نسبه
سالم بن محمد بن عبدالله آل شكبان الشهراني من قبيلة الرمثين من قرية الدحو ببيشة.

## دوره في الدولة السعودية الأولى
أشاد قاضي عسير في ذلك الحين، علي بن الحسين الحفظي، بمآثر عايض بن مرعي، وإنجازاته في تحقيق النصرٍ على القوات العثمانية من خلال قصيدةٍ طويلة. ومن ضمن الأبيات التي ذكرها عن سالم بن شكبان، يقول فيها:
سالم بن شكبان شخصية بارزة في سياق انتشار الدعوة السلفية في منطقة المخلاف السليماني. في عام 1214هـ (1800م)، التقى أحمد بن حسين الفلقي، الذي كان يؤدي مناسك الحج، بأتباع هذه الدعوة وأعجب بمبادئهم. بعد انتهاء مناسكه، توجه الفلقي إلى الدرعية، حيث عينه عبد العزيز بن محمد بن سعود، ممثلًا للدعوة السلفية.
أرسل الفلقي رسالة إلى رؤساء المخلاف السليماني والأهالي يحثهم فيها على التعاون مع الدعاة لنشر الدعوة. كانت لهذه الرسالة تأثير كبير، إذ حفّزت عرار بن شار، أمير بني شعبة، للتواصل مع سالم بن شكبان. وتوصل الاثنان إلى اتفاق للدخول في طاعة الدولة السعودية، ونشر الدعوة السلفية بين أهالي المخلاف السليماني.
أسهم سالم بن شكبان إلى جانب عثمان المضايفي، وعبد الوهاب أبو نقطة في الضغط على الشريف غالب بن مساعد، مما دفعه إلى طلب الصلح ودخوله في طاعتهم.
شارك سالم بن شكبان وابنه فهاد مع آل سعود في العديد من المعارك.

## قصر الرقيطاء
من أبرز الآثار الباقية لسالم بن شكبان هو القصر الموجود في قرية الرقيطاء. الذي لم يتبق منه سوى بعض الجدران المتهدمة، والبئر الموجود داخله. إذ أحرق العثمانيون القصر، بعد استسلام بعض القبائل في المنطقة.

## وفاته
مرض سالم بن شكبان أثناء وجوده في مكة، وعاد إلى بيشة حيث توفي بعد فترة قصيرة من عودته. أصدر سعود بن عبد العزيز أمرًا بتولية ابنه فهاد خلفًا له.

## روابط خارجية
- الرمثين قبيلة لا تذم خصومها.